# Artur Jorge (Fußballspieler, 1946)
Artur Jorge Braga Melo Teixeira, meist Artur Jorge genannt, (* 13. Februar 1946 in Porto; † 22. Februar 2024 in Lissabon) war ein portugiesischer Fußballspieler und -trainer. Als Spieler war er u. a. für den FC Porto und Benfica Lissabon aktiv; mit Benfica wurde er viermal Meister und dreimal Pokalsieger. Als Trainer leitete er u. a. den FC Porto und Paris Saint-Germain sowie die Nationalmannschaften der Schweiz und Portugals. 1987 gewann er mit dem FC Porto durch einen 2:1-Finalsieg in Wien gegen den FC Bayern München den Europapokal der Landesmeister.

## Sportliche Laufbahn

### Vereinskarriere
Als Spieler war Jorge von 1960 bis 1978 mit Ausnahme eines kurzen Gastspiels in den USA ausschließlich in seiner Heimat Portugal aktiv. Aus der Jugend des FC Porto hervorgegangen, absolvierte er in der Saison 1964/65 seine ersten Einsätze im Erwachsenenbereich. Im Sommer 1965 wechselte er zu Académica de Coimbra, wo er umgehend zum Stammspieler und torgefährlichsten Angreifer wurde. Seine erfolgreichsten Zeit verbrachte er jedoch ab 1969 bei Benfica Lissabon: In sechs Jahren gewann er mit den Hauptstädtern, bei denen u. a. an der Seite von Eusébio spielte, vier Meistertitel und dreimal den nationalen Pokal. Da er bei Benfica aber zuletzt nur noch Reservist gewesen war, wechselte er 1975 zum Lokalrivalen Belenenses. 1977 wurde er für wenige Monate an den New Yorker Club Rochester Lancers ausgeliehen und bestritt einige Spiele in der North American Soccer League. Seine Rückkehr zu Belenenses war jedoch nur von kurzer Dauer; wegen eines Beinbruchs beendete er 1978 seine Karriere als aktiver Fußballer.

### Auswahleinsätze
Zwischen 1967 und 1977 absolvierte Jorge 16 Länderspiele für die portugiesische Fußballnationalmannschaft. Ein Tor gelang ihm dabei im März 1972 innerhalb der WM-Qualifikation beim 4:0-Sieg gegen Zypern.

## Trainerlaufbahn
Er studierte an der Deutschen Hochschule für Körperkultur (DHfK) in Leipzig und konnte aufgrund des erfolgreichen Abschlusses seines Studiums als Trainer arbeiten. Als Trainer war er seit 1980 tätig, wobei eine große Zahl von namhaften Adressen zu seinen Stationen zählen. Sein größter Erfolg war der Gewinn des Europapokals der Landesmeister 1987 mit dem FC Porto, als er sich im Finale gegen Bayern München durchsetzte. Im Jahre 1994 führte er Paris Saint-Germain zur Meisterschaft in der Ligue 1. Während der Europameisterschaft 1996 betreute er als Nachfolger des beliebten Roy Hodgson die Schweizer Nationalmannschaft, danach ein Jahr lang diejenige seines Heimatlandes. Anschließend leitete er Klubmannschaften in Spanien, den Niederlanden, Frankreich, Saudi-Arabien, Portugal und Russland; namhafte Erfolge blieben jedoch aus. 2002 wurde er mit Al-Hilal saudi-arabischer Meister.
Am 26. Dezember 2007 gab die iranische Presse bekannt, dass Jorge ein Kandidat für das Amt des Nationaltrainers sei. Im Januar 2008 erklärte jedoch die Leitung des dortigen Fußballverbandes, dass Jorge die Voraussetzungen, um die Nationalmannschaft zu der Fußball-Weltmeisterschaft 2010 zu führen, nicht erfülle.
Ende November 2014 wurde er nach fast sieben Jahren ohne Anstellung vom algerischen Traditionsklub MC Algier als Nachfolger des Franzmanns Hubert Velud verpflichtet, der nach elf Spieltagen auf dem 16. und letzten Tabellenplatz lag. Sein Assistent wurde der Brasilianer Valdo, der dereinst bei Benfica unter ihm spielte. Vier Punkte war die Differenz zu einem Nichtabstiegsrang. Am Saisonende hatte sich MC Alger auf den elften Platz verbessert mit einem Punkt Abstand auf einen Abstiegsplatz. Anfang Oktober 2015 wurde er nach der zweiten Saisonniederlage am siebten Spieltag durch Meziane Ighil ersetzt. Die Mannschaft lag weiland auf Platz drei und beendete die Saison als Zwölfter.
Jorge starb am 22. Februar 2024 nach langer Parkinson-Krankheit im Alter von 78 Jahren. Nach einer Messe in der Lissaboner Basílica da Estrela fand er auf dem Cemitério do Alto de São João seine letzte Ruhe.

## Erfolge

### Als Spieler
- Portugiesischer Meister: 1969, 1971, 1972 und 1973 mit Benfica
- Vizemeister in Portugal 1970 mit Benfica
- Portugiesischer Pokalsieger 1969, 1970 und 1972 mit Benfica
- Vizepokalsieger 1971 mit Benfica
- Bester Spieler der Meisterschaft in Portugal 1971 und 1972 mit Benfica

### Als Trainer
- Französischer Fußballmeister 1994 mit Paris Saint-Germain
- Französischer Vize-Meister 1993 mit Paris Saint-Germain
- Französischer Pokalsieger 1993 mit Paris Saint-Germain
- Portugiesischer Fußballmeister 1985, 1986, 1987 und 1990 mit dem FC Porto
- Portugiesischer Fußball-Supercup 1984, 1986, 1990 mit dem FC Porto
- Europapokal der Landesmeister 1986/87 mit dem FC Porto
- Saudi-Arabischer Fußballmeister 2002 mit Al-Hilal